# Laurens van Ravens
Laurens Van Ravens a szurkolók Lau becenévvel illették (Schiedam, 1922. szeptember 18. – Rijswijk, 2018. október 23.) holland nemzetközi labdarúgó-játékvezető.

## Pályafutása

### Labdarúgóként
Eleinte a könnyűatlétikát űzte és ért el különböző számottevő eredményeket. Tizenöt éven keresztül kapusként szerepelt, majd egy súlyos sérülés véget vetett labdarúgó pályafutásának.

### Nemzeti játékvezetés
A játékvezetői vizsgát 1948-ban tette le. A tapasztalatszerzést hét különböző fokozatú amatőr, majd a három-csoportos profi osztályban való sikeres tevékenységével érte el. A küldési gyakorlat szerint rendszeres partbírói tevékenységet is végzett. Az I. Liga játékvezetőjeként 1972-ben vonult vissza.

### Nemzetközi játékvezetés
A Holland labdarúgó-szövetség Játékvezető Bizottsága (JB) terjesztette fel nemzetközi játékvezetőnek, a Nemzetközi Labdarúgó-szövetség (FIFA) 1966-tól tartotta nyilván bírói keretében. A FIFA JB központi nyelvei közül a angolt és a németet beszélte. Több nemzetek közötti válogatott és klubmérkőzést vezetett, vagy működő társának partbíróként segített. A holland nemzetközi játékvezetők rangsorában, a világbajnokság-Európa-bajnokság sorrendjében többedmagával a 9. helyet foglalja el 8 találkozó szolgálatával. Az aktív nemzetközi játékvezetéstől 1972-ben vonult vissza. Válogatott mérkőzéseinek száma: 9.

#### Labdarúgó-világbajnokság
A labdarúgó torna döntőjéhez vezető úton Mexikóba a IX., az 1970-es labdarúgó-világbajnokságra, valamint Nyugat-Németországba a X., az 1974-es labdarúgó-világbajnokságra a FIFA JB játékvezetőként foglalkoztatta. A FIFA JB elvárása szerint, ha nem vezetett, akkor partbíróként tevékenykedett. Egy csoportmérkőzésen szolgált partbíróként. Világbajnokságokon vezetett mérkőzéseinek száma: 2 + 1 (partbíró).

##### 1970-es labdarúgó-világbajnokság

###### Selejtező mérkőzés
| Időpont              | Helyszín               | Mérkőzés típusa           | Mérkőzés               | Eredmény | Nézők száma |
| -------------------- | ---------------------- | ------------------------- | ---------------------- | -------- | ----------- |
| 1969. szeptember 10. | Ullevaal Stadion, Oslo | előselejtező (5. csoport) | Norvégia–Franciaország | 1 : 3    | 22 495      |

###### Világbajnoki mérkőzés
| Időpont          | Helyszín                    | Mérkőzés típusa              | Mérkőzés            | Eredmény | Nézők száma |
| ---------------- | --------------------------- | ---------------------------- | ------------------- | -------- | ----------- |
| 1970. június 3.  | Guanajuato Stadion, León    | csoportmérkőzés (4. csoport) | NSZK–Marokkó        | 2 : 1    | 9 000       |
| 1970. június 14. | Azteca Stadion, Mexikóváros | negyeddöntő                  | Szovjetunió–Uruguay | 0 : 1    | 45 000      |

##### 1974-es labdarúgó-világbajnokság

###### Selejtező mérkőzés
| Időpont         | Helyszín                   | Mérkőzés típusa           | Mérkőzés                | Eredmény | Nézők száma |
| --------------- | -------------------------- | ------------------------- | ----------------------- | -------- | ----------- |
| 1972. május 25. | Råsunda Stadion, Stockholm | előselejtező (1. csoport) | Svédország–Magyarország | 0 : 0    | 28 598      |

#### Labdarúgó-Európa-bajnokság
Az európai-labdarúgó torna döntőjéhez vezető úton Olaszországba a III., az 1968-as labdarúgó-Európa-bajnokságra, valamint Belgiumba a IV., az 1972-es labdarúgó-Európa-bajnokságra az UEFA JB bíróként alkalmazta. A  Magyarország–Szovjetunió első mérkőzését váratlanul, kollégájának távolmaradása miatt kellett vezetnie.

##### 1968-as labdarúgó-Európa-bajnokság

###### Selejtező mérkőzés
| Időpont            | Helyszín                        | Mérkőzés típusa           | Mérkőzés                | Eredmény | Nézők száma |
| ------------------ | ------------------------------- | ------------------------- | ----------------------- | -------- | ----------- |
| 1966. november 26. | Josy Barthel Stadion, Luxemburg | előselejtező (7. csoport) | Luxemburg–Franciaország | 0 : 3    | 3 000       |

###### Európa-bajnoki mérkőzés
| Időpont           | Helyszín                      | Mérkőzés típusa              | Mérkőzés                 | Eredmény | Nézők száma |
| ----------------- | ----------------------------- | ---------------------------- | ------------------------ | -------- | ----------- |
| 1968. február 24. | Hampden Park Stadion, Glasgow | csoportmérkőzés (8. csoport) | Skócia–Anglia            | 1 : 1    | 134 000     |
| 1968. május 4.    | Népstadion Stadion, Budapest  | negyeddöntő                  | Magyarország–Szovjetunió | 2 : 0    | 80 000      |

##### 1972-es labdarúgó-Európa-bajnokság

###### Selejtező mérkőzés
| Időpont           | Helyszín             | Mérkőzés típusa           | Mérkőzés             | Eredmény | Nézők száma |
| ----------------- | -------------------- | ------------------------- | -------------------- | -------- | ----------- |
| 1970. október 31. | Prater Stadion, Bécs | előselejtező (6. csoport) | Ausztria–Olaszország | 1 : 2    | 54 953      |

#### Nemzetközi kupamérkőzések
Vezetett Kupa-döntők száma: 4.

##### Kupagyőztesek Európa-kupája
Az UEFA JB felkérésére, nemzetközi szakmai tevékenységét elismerve, a döntő találkozón szolgálhatta játékvezetőként a labdarúgást.
| Időpont         | Helyszín                 | Mérkőzés típusa | Mérkőzés                       | Eredmény | Nézők száma |
| --------------- | ------------------------ | --------------- | ------------------------------ | -------- | ----------- |
| 1969. május 21. | St. Jakob Stadion, Bázel | döntő           | Barcelona–ŠK Slovan Bratislava | 2 : 3    | 19 478      |

##### Vásárvárosok kupája
A versenyszabályzat döntetlen esetére ismételt mérkőzést írt elő, az UEFA JB szokatlan küldési módszerének köszönhetően mindkét alkalommal vezethette a találkozót. Harmadik találkozóra került sor, amit Rudolf Glöckner irányíthatott. A tornasorozat első és 23. és 24. döntőjének – első és 2. holland – bírója. Rajta kívül Albert Dusch,  Lucien van Nuffel és Rudolf Scheurer  játékvezetők vezethettek kettő alkalommal VVK döntőt.
| Időpont         | Helyszín                 | Mérkőzés típusa         | Mérkőzés                     | Eredmény | Nézők száma |
| --------------- | ------------------------ | ----------------------- | ---------------------------- | -------- | ----------- |
| 1971. május 26. | Olimpiai Stadion, Torino | első döntő találkozó    | Juventus–Leeds United FC     | 0 : 0    | 46 342      |
| 1971. május 28. | Olimpiai Stadion, Torino | második döntő találkozó | Juventus FC–Leeds United AFC | 2 : 2    | 58 555      |

##### UEFA-kupa
Az első UEFA-kupa 1971-ben indult útjára, felváltva a Vásárvárosok kupája sorozatot. Az UEFA JB lehetővé tette, hogy a nevében változó új nemzetközi labdarúgó torna első döntőjének második mérkőzésén tevékenykedjen.
| Időpont        | Helyszín                        | Mérkőzés típusa        | Mérkőzés                                        | Eredmény | Nézők száma |
| -------------- | ------------------------------- | ---------------------- | ----------------------------------------------- | -------- | ----------- |
| 1972. május 17 | White Hart Lane Stadion, London | második döntő mérkőzés | Tottenham Hotspur FC–Wolverhampton Wanderers FC | 1 : 1    | 54 303      |